# 時計 (Apple)
Appleにおける時計（とけい）は、 iPhone OS 1以降のiPhone およびiOS 6以降のiPadに含まれている計時モバイルアプリケーションである。世界時計、目覚まし時計、ストップウォッチ、およびタイマー機能が搭載されている   。iOS 10でベッドタイム機能が追加された。
アプリのアイコンは現在の時刻を表示し、動的なアイコンを使用する唯一のiOSアプリである。
Apple Watchで同機能のアプリは世界時計、アラーム 、ストップウォッチ、タイマーというアプリで提供されている。
macOS Venturaでは時計アプリが追加され利用可能となった。

## 特徴

### 世界時計
世界時計では、ユーザーが選択した主要都市の時間、気温、気象情報を確認できる。画面上部のプラスアイコンをタップし、追加する都市の名前を入力することで、新しい都市を追加する。左にスワイプして削除ボタンをタップすることで一覧から都市を削除できる。

### アラーム
アラーム機能では、すべてのアラームを1週間のビューで表示する。 新しいアラームを作成するか、または既存のアラームのオンとオフを切り替えることができる。

### ストップウォッチ
ストップウォッチを使用すると、ユーザーはイベントの時間を計り、イベントにかかる時間を確認できる。ラップ、一時停止、リセットの基本的機能が使用ができる。 iOS 10以降、スワイプすることでデジタル表示かアナログ表示かを切り替えられる 。

### タイマー
タイマーでは、ユーザーが特定の時間にカウントダウンするようにタイマーを設定できる。タイマーがゼロになると、アラームが鳴る。

### ベッドタイム
iOS 10で追加された。これは、ユーザーがいつ起きたいか、アラームが鳴る曜日、ユーザーが必要とする睡眠時間、およびユーザーの就寝時間の通知を望むかどうかを設定することによって行われる  。この機能は、 ヘルスケアアプリケーションとも連携し、睡眠データを記録する 。iOS 14およびiPadOS 14のリリースに伴い、この機能はiPhoneではアラームタブに組み込まれ、iPadからは削除された。